# Malin G. Pettersson
Malin Sonja Elisabeth Gustafsson Pettersson, född 23 november 1977 i Vara, är en svensk journalist.

## Biografi
Hon inledde sin journalistiska karriär på Skaraborgs läns tidning (SkLT) 1996 som lokalredaktör i Vara. Hon var också redaktör för Vara Tidning som gavs ut under 2010-talet. 2015 blev hon digital redaktör på P4 Skaraborg Sveriges radio. Vidare utbildade hon sig till digital kommunikatör med fokus på digital trafik. Efter praktik på Göliska IT i Lidköping så fick hon sedan anställning där och ansvarade för att bygga deras nya intranät med stort fokus på matnyttigt innehåll för kunderna. I februari 2020 blev hon digital nyhetschef på Nya Lidköpings-tidningen (NLT) med fokus på att ställa om journalistiken på NLT till ett helt digitalt fokus. 2021 i december tillträdde hon som redaktionschef. 1 oktober 2023 tog hon över som chefredaktör och ansvarig utgivare på NLT.